# کارل هچ
کارل اتوود هـَچ (به انگلیسی: Carl Atwood Hatch) سناتور سابق عضو حزب دموکرات ایالات متحده آمریکا بود. وی در سال ۱۹۳۳ تا ۱۹۴۹ میلادی سناتور ایالت نیومکزیکو در سنای ایالات متحده آمریکا بود. وی نقش مهمی در قانون‌شدن مصوبه فدرال موسوم به مصوبه هـَچ داشت.